# En la sangre
En la sangre es una novela escrita por el autor argentino Eugenio Cambaceres, publicada en 1887. Fue la cuarta y última novela de Cambaceres. En el texto, se narra la historia de Genaro, un hijo de inmigrantes italianos en Buenos Aires durante el siglo XIX.

## Argumento
En el libro se relata la historia de Genaro Piazza, un hijo de inmigrantes italianos que, después de la muerte de su padre, decide utilizar el dinero de la herencia para pagar sus estudios secundarios y "elevar" su nivel de vida adquiriendo elementos propios de la clase alta aristocrática.
A lo largo del texto, Genaro trata de que no se lo desprecie por ser un inmigrante, "inferior" a los criollos. Sin embargo, logra todo lo que tiene gracias a la mentira, a la trampa y a la estafa.

## Características
El texto está marcado por un gran determinismo social del autor, que se pone en evidencia desde el título mismo del relato: En la sangre. Cambaceres da a entender que Genaro tiene hábitos desagradables que han sido heredados de sus padres, originarios del sur de Italia. Durante la década de 1880 en Argentina (en la llamada Generación del 80) se discriminaba a los inmigrantes europeos ya que, según gran parte de los criollos, eran ignorantes y no podían mejorar la sociedad.